# Hermann Biernatzki
Jürgen Hermann Biernatzki (* 23. März 1818 in Altona; † 11. September 1895 in Ahrensbök) war ein deutscher Jurist, Kommunalpolitiker, Hofbesitzer und Landeskundler.

## Ausbildung und Wirken als Jurist
Hermann Biernatzki war ein Sohn von Johann Christopher Biernatzky (* 15. April 1765 in Altona; † 26. Juli 1482 ebenda) und dessen zweiter Ehefrau Catharina Maria Rosenbrock (* 17. Oktober 1776 in Altona; † 29. Dezember 1854 ebenda). Der Vater wirkte als Militärarzt in Glückstadt und später in Altona. Sein Großvater mütterlicherseits war der Altonaer Bleicher Peter Rosenbrock. Zu seinen Brüdern gehörte der Pastor Karl Leonhard Biernatzki. Sein Halbbruder Johann Christoph Biernatzki wirkte ebenfalls als Pastor.
Biernatzki besuchte bis zum Frühjahr 1853 das Christianeum und von Mai bis September desselben Jahres das Akademische Gymnasium in Hamburg. Gemeinsam mit seinem älteren Bruder Karl Leonhard schrieb er sich zum Wintersemester 1835/38 an der Universität Kiel ein, wo er Rechtswissenschaften und Geschichte studierte. Im Wintersemester 1836/37 setzte er das Studium in Berlin fort. Zum Wintersemester 1837/38 wechselte er nach München, wo er ein Jahr verbrachte. Anschließend kam er erneut nach Kiel und schloss sein Studium mit dem juristischen Amtsexamen ab.
Im März 1843 zog Biernatzki als Advokat nach Altona. Er lebte hier gemeinsam mit seiner Schwester in dem Haus der Mutter, die vermögend war. Neben den Tätigkeiten als Anwalt beschäftigte er sich mit historischen und topographischen Studien. Den wenigen Quellen ist nicht zu entnehmen, dass er als Anwalt oder durch andere Tätigkeiten nennenswert in Erscheinung trat. Überraschenderweise erhielt er während der Schleswig-Holsteinischen Erhebung eine bedeutende städtisches Position: bei einer Wahl im Februar 1849 gemäß der provisorischen Stadtordnung Altonas erhielt er mit großer Mehrheit das Amt eines Ratsherrn auf Lebenszeit.

## Wechsel in die Politik
Direkt nach der Wahl bat Biernatzki das Departement der Justiz, ihm die Bestallung zum Untergerichtsadvokaten zu entziehen. Dies tat er vermutlich aufgrund möglicher Interessenskonflikte, die entstehen konnten, da der Magistrat sowohl administrativ als auch jurisdiktionell tätig wurde. Während seiner Amtszeit, die dreieinhalb Jahre dauerte, gehörte er der Bürgerrechtskommission an. Er übernahm den Vorsitz der Einquartierungskommission, der mit viel Arbeit verbunden war. Während und nach der Kriegszeit hielten sich ständig Truppen in Altona auf, weshalb der Einquartierungskommission große Bedeutung zukam.
Während Biernatzkis Amtszeit kam der Ratsherr Ludwig Friedrich Gabriel Schrader zurück nach Altona. Schrader hatte vor der Erhebung als Polizeimeister in Altona gearbeitet und forderte nun, unterstützt von der Regierung in Kopenhagen, seine Ämter zurück. Biernatzki hielt dies für nicht vereinbar mit der Stadtordnung, die noch aus der Zeit der Erhebung in Kraft war. Falls er selbst dies akzeptieren würde, würde er diesen Bruch des Stadtrechts billigen. Daher bat er das Ministerium für die Herzogtümer Holstein und Lauenburg im September 1852 um Entlassung, die sofort erfolgte.
Biernatzki versuchte mit seinem Rücktritt offensichtlich, eine Form von Streik in der kommunalen Selbstverwaltung hervorzurufen. Der Ratsherr Johann Julius Donner folgte seinem Beispiel und bat ebenfalls um Entlassung. Wenig später wollte das komplette Kollegium der Deputierten (Stadtverordnetenversammlung) zurücktreten. Das Ministerium verpflichtete dieses jedoch die Geschäfte fortzuführen.
Im 11. städtischen Wahldistrikt (Plön, Lütjenburg, Oldenburg) ging man irrtümlicherweise davon aus, dass Biernatzki Grundeigentümer und somit wählbar sei. So wurde er bei der Wahl Ende Januar 1853 stellvertretendes Mitglied der Holsteinischen Ständeversammlung. Unklar ist, warum er außerhalb Altonas politische Erfolge feiern konnte. Vielleicht erfolgte die Wahl aufgrund einer kurz vor der Wahl in der Presse publizierten Wahlempfehlung zu seinen Gunsten, vielleicht aber auch aufgrund einer gewissen Prominenz außerhalb Altonas.
Bei den Wahlen zur Holsteinischen Ständeversammlung im Februar 1855 gewann Biernatzki das Mandat des stellvertretenden Ständedeputierten für Altona. Da er mittlerweile über Grundbesitz verfügte, den er wahrscheinlich geerbt hatte, konnte er das Amt nun auch ausüben. Während der Wahlperiode trat Biernatzki 1860/61 zurück. In der Ständeversammlung war er bis dahin nicht nennenswert in Erscheinung getreten.

## Gutsbesitzer
Biernatzki erwarb eine Parzellistenstelle in Sierksdorf im Gut Oevelgönne, wohin er seinen Wohnsitz verlegte. Für den Ankauf nutzte er vermutlich den ihm ausgezahlten Anteil am Erbe seiner Mutter, die 1854 verstorben war. 1865 trennte er sich wieder von dem Hof und kaufte ein anderes Anwesen in Fliegenfelde, das er bis 1870 hielt. Nach dem Verkauf des Hofes kaufte er 1871 den Hof Pehmen am Südufer des Plöner Sees, wo er bis 1875 lebte. 1876 kaufte er dann den ansehnlichen „Ahrensböker Hof“, wo er bis Lebensende wohnte und kinderlos und unvermählt starb.
Biernatzki führte ein zurückgezogenes Leben und litt im Alter unter Krankheiten. Ein auf seinem Hof lebendes Ehepaar übernahm seine Pflege. Dieses Ehepaar erbte testamentarisch seinen Besitz.

## Arbeiten als Landeskundler
Biernatzki publizierte ungefähr seit dem Eintritt in die Kommunalpolitik. Die umfangreichen Arbeiten schrieb er bis ins hohe Alter. Er lieferte regelmäßig Beiträge für das „Volksbuch“ seines Bruders Karl Leonhard. Erste Aufsätze zur Heimatgeschichte erschienen 1844, der letzte Band 1851. Das Titelblatt der Bände nannte immer nur seinen Bruder als Herausgeber. Tatsächlich übernahm Biernatzki selbst, zumindest 1845, die Redaktion.
1846/47 veröffentlichte Biernatzki die „Schleswig-Holstein-Lauenburgischen Landesberichte“. Er schrieb mehrere kleine Beiträge, die im „Schleswig-Holsteinischen Schulblatt“ erschienen und historische und aktuelle Themen behandelten. Weitere Texte lieferte er für die Wochenblätter aus Itzehoe und Rendsburg, die „Altonaer Nachrichten“, den „Altonaer Mercur“ und den „Hamburgischen Correspondenten“. Dabei schrieb er zur Geschichte des Landes und Rezensionen.
1847 veröffentlichte Biernatzki das „Taschenbuch für Reisende in den Herzogthümern Schleswig, Holstein und Lauenburg“, das 1852 in zweiter Auflage erschien. Heute ist dieses Buch nur für Antiquare von Bedeutung.
Biernatzki interessierte sich bereits während seiner Zeit auf dem Christianeum für Landeskunde, insbesondere die Topographie. Während Wanderungen erweiterte und korrigierte er eine bekannte Topographie Johann Friedrich August Dörfers. In Altona trat er in Kontakt mit Heinrich Christian Schumacher, der Leiter der holstein-launenburgischen Landvermessung und der dortige Sternwarte war. Über ihn entstand ein Kontakt zu Franz Geerz. Dieser nahm Biernatzki auf seine Reisen mit und war lebenslang mit ihm befreundet. Nach Ausbruch der Schleswig-Holsteinischen Erhebung, während der Johannes von Schröder Altonaer Stadtkommandant war, planten beide eine Erweiterung und Neuauflage dessen 1837 erschienenen Topographie des Herzogthums Schleswig und 1841 in 2 Bänden veröffentlichten Topographie des Herzogthums Holstein, des Fürstenthums Lübeck und der freien Städte Hamburg und Lübeck. 1854 und 1855 erschienen die Neuauflagen. Trotz später erschienener Nachfolgeliteratur sind beide Bücher unersetzliche Quellen zur historischen Topographie Schleswig-Holsteins.
Die von Biernatzki und Schröder aktualisierten Auflagen der Topographien verkauften sich schlechter als von beiden gehofft. In den ersten Jahren, nachdem er Altona verlassen hatte, arbeitete Biernatzki an einer weiteren neuen Version. Aufgrund der schlechten Absatzzahlen stellte er die Arbeiten ein. Hinzu kamen wahrscheinlich Konflikte mit Schröder. So wollte er nicht auf dem Titelblatt der Topographie für Schleswig erscheinen, die er für zu fehlerhaft hielt. Nach Schröders Tod 1862 arbeitete Biernatzki an einem eigenen Werk, das er mit Mitte vierzig aufgab. Er fürchtete, den eigenen Ansprüchen nicht gerecht werden zu können.
1867 lehnte Biernatzki einen Ruf von Geerz in den preußischen Großen Generalstab ab. In der zweiten Lebenshälfte veröffentlichte er deutlich weniger Werke als zuvor. Ein Grund hierfür waren seine zahlreichen Käufe und das Bewirtschaften von Bauernhöfen.